# Зирсхан
Зирсхан (нем. Siershahn) — община в Германии, в земле Рейнланд-Пфальц. Входит в состав района Вестервальд. Подчиняется управлению Виргес.
Население составляет 2744 человека (на 31 декабря 2010 года). Занимает площадь 4,43 км².